# Cumulus mediocris
Il cumulus mediocris è una specie di nube appartenente al genere dei cumuli.  Rappresenta l'evoluzione del cumulus humilis, con cui condivide genesi e struttura.

## Caratteristiche
Come per tutti i cumuli, l'origine risiede nel sollevamento di aria calda e umida; tale processo deve essere più intenso e duraturo per accrescere un cumulus humilis in mediocris. Di conseguenza lo spessore di questa specie è maggiore, variando da poche centinaia di metri fino a 2 km circa. All'interno di un cumulus mediocris le correnti ascendenti possono superare i 5 m/s. La base è appiattita e posta a un'altitudine identica a quella di eventuali altri cumuli posti nelle vicinanze. La parte superiore dei mediocris è formata da goccioline d'acqua sopraffuse.
Si tratta di una nube tipica della tarda mattinata e del primo pomeriggio che, di per sé, non genera precipitazioni. In condizioni di moderata o forte instabilità atmosferica può evolvere in Cumulus congestus e cumulonembo, anche in un breve lasso di tempo.